# 孫俊 (孫河子)
孫俊（？—250年），字叔英，吳郡富春人。孫堅族子孫河的第四子，孙桓的弟弟，東吳勢力將領。

## 生平
孫俊为人器度恢弘，有文武之才。孙吴建立後孫俊任定武中郎将，屯守薄落，赤乌十三年（250年）孫俊去世。孙俊少子孙慎，官至镇南将军。孙慎子孙丞，字显世，好学，在西晋担任黄门侍郎，和顾荣都是皇帝侍臣。陆机为成都王司马颖大都督，请以孙丞为司马，后来孙丞和陆机都被杀害。